# Sarah Emma Edmonds
Sarah Emma Edmonds (diciembre de 1841– 5 de septiembre de 1898), fue una mujer canadiense que sirvió disfrazada de hombre en el Ejército de la Unión durante la Guerra de Secesión estadounidense. Un supuesto espía maestro del disfraz, Edmonds describió sus proezas en el muy vendido libro Nurse, Soldier, and Spy. En 1992, fue incluida en la Michigan Women's Hall of Fame.

## Primeros años
Nacida en 1841 en Nuevo Brunswick, entonces colonia británica, Edmonds creció con sus hermanas en la granja familiar. Edmonds huyó de casa a los quince años, para evitar un matrimonio de conveniencia impuesto. Asistida por su madre, quien también había sido casada joven, Edmonds huyó y finalmente adoptó una identidad masculina, Franklin Thompson, para viajar más fácilmente. La identidad masculina permitía a Edmonds moverse, viajar, y trabajar independientemente todo lo cual le habría estado vetado como mujer. Cruzó a los Estados Unidos, y allí Edmonds trabajó como vendedor para un exitoso librero y editor de biblias y libros bíblicos en Hartford, Connecticut.

## Servicio en la Guerra civil
El interés en la aventura de Sarah Emma Edmonds había despertado en su juventud por la lectura de un libro de Maturin Murray Ballou titulado Fanny Campbell, la Capitana Pirata, que cuenta la historia de Fanny Campbell y sus aventuras en un barco pirata durante la Revolución americana vestida de hombre para perseguir aventuras, a lo que Edmonds atribuyó su deseo de imitarla. Tras iniciarse la Guerra Civil, el 25 de mayo de 1861 se alistó en la Compañía F de la 2.ª Infantería de Míchigan, también conocida como Flint Union Greys. En su segunda adopción de una identidad masculina, dio el falso nombre de "Franklin Flint Thompson," el segundo nombre posiblemente en referencia a la ciudad donde se alistó, Flint, Míchigan. Sentía que era su deber servir al país, siendo verdaderamente patriótica hacia su nuevo país. En la época los éxamenes físicos para el alistamiento eran superficiales, por lo que no fue descubierta. Al principio sirvió como enfermero de campo, participando en varias campañas bajo el general McClellan, incluyendo la Primera y Segunda batalla de Bull Run, Antietam, Campaign, Vicksburg, Fredericksburg, y otras. Aun así, algunos historiadores actuales ponen en duda que pudiera haber estado en todas ellas.
La carrera de Edmonds en la guerra dio un giro cuando un espía de la Unión en Richmond, Virginia fue descubierto y puesto ante el pelotón de fusilamiento, y un amigo, James Vesey, fue asesinado en una emboscada. Aprovechó el sitio vacante y la oportunidad de vengar la muerte de su amigo. Solicitó, y ganó, el puesto Franklin Thompson. A pesar de que no hay ninguna prueba en sus registros militares que ella hubiera servido como espía, escribió extensamente sobre sus experiencias disfrazada como espía durante la guerra.
Viajar a territorio enemigo para reunir información requirió que Emma empleara muchos disfraces. Uno de los disfraces requirió que Edmonds utilizara nitrato de plata para teñir de negro su piel, además de una peluca rizada negra, y pasarse a la Confederación como un hombre negro llamado Cuff. En otra ocasión, ingresó como una vendedora ambulante irlandesa de nombre Bridget O'Shea, al campamento rival para vender manzanas y jabón a los soldados. Otra vez, "trabajaba para los confederados" como lavandera negra cuándo un paquete de papeles oficiales se cayó de la chaqueta de un oficial. Cuándo Thompson regresó a la Unión con los papeles, los generales quedaron encantados. En otra ocasión, trabajó como detective en Maryland como Charles Mayberry, y encontró un agente para la Confederación.
La carrera de Edmonds como Frank Thompson llegó a su fin cuando contrajo malaria. Abandonó su deber en el ejército, temiendo que si iba a un hospital militar sería descubierta; así que ingresó en un hospital privado, pretendiendo regresar a la vida militar una vez recuperada. Aun así, cuando salió curada encontró carteles reclamando a Frank Thompson como desertor. Antes que regresar al ejército bajo otro alias o como Frank Thompson, arriesgándose a la ejecución por deserción, decidió recuperar su identidad femenina y servir como enfermera en un hospital de Washington, D.C. para soldados heridos administrado por la Comisión Cristiana de los Estados Unidos. Sus camaradas soldados hablaron muy bien de su servicio militar, e incluso después de que su disfraz fuera descubierto, la consideraban una buena soldado, refiriéndose a cómo se portó activa y osadamente en las batallas libradas por su regimiento.

## Las Memorias de Edmonds
En 1864, la editorial de Boston DeWolfe, Fiske, & Co. publicó el relato de sus experiencias militares como The Female Spy of the Union Army. Un año más tarde, su historia fue acogida por el editor Hartford, CT quién la publicó con un título nuevo, Nurse and Spy in the Union Army. Fue un éxito enorme, vendiendo sobradamente más de 175.000 copias. Edmonds donó los beneficios obtenidos de su memorias a "varias organizaciones de ayuda a soldados". 

## Vida personal
En 1867, se casó con Linnus. H. Seelye, un mecánico canadiense y amigo de la infancia con quien tuvo tres hijos. Los tres murieron pronto, por lo que adoptaron dos niños.

## Vida más tardía
Edmonds se convirtió en conferenciante cuando su historia se hizo pública en 1883. En 1886, recibió una pensión del gobierno de $12 al mes por su servicio militar, pues después de algunas campañas a su favor, el cargo de deserción fue retirado, y recibió una baja con honor. En 1897, se convirtió en la única mujer admitida en el Gran Ejército de la República, la organización de veteranos de la guerra civil de la Unión. Edmonds murió en La Porte, Texas, y fue enterrada en la sección del Gran Ejército de la República (GAR) del Cementerio de Washington en Houston. Edmonds fue enterrada por segunda vez en 1901 con honores militares plenos.

## Sus publicaciones
- Edmonds, S. Emma E. Nurse and Spy in the Union Army: Comprising the Adventures and Experiencies of a Woman in Hospitals, Camps, and Batle-Fields. Hartford, Conn: W.S. Williams, 1865. OCLC 170538  Reprinted by Meadow Books in 2006 ISBN 9781846850417

## Legado
Numerosos relatos ficcionados de su vida fueron escritos en el siglo XX para jóvenes, incluyendo el relato de Ann Rinaldi Girl in Blue. Rinaldi escribe sobre la vida de Edmonds y cómo acabó siendo Franklin Thompson.
Fue incluida en el Michigan Women's Hall of Fame en 1992.